# 하이 스쿨 뮤지컬
《하이 스쿨 뮤지컬》(High School Musical)은 2006년 미국에서 제작된 텔레비전 영화. 주요 소재는 뮤지컬. 소재가 소재인만큼 노래하고 춤추는 장면이 많이 나오는데 이 장면은 대역이 아닌 모든 배우들이 안무와 노래연습을 사전에 철저히 연습해 직접 찍은 것이다. 인기에 힘입어 2편과 3편이 개봉됐고 특히 3편은 텔레비전에서만 방영되오던 두 시즌과는 달리 영화개봉을 했다.

## 줄거리
이스트고교 농구팀 와일드캣의 주장 트로이 볼튼은 우연히 송년회에 참석했다가 한 소녀와 원치않은 듀엣공연을 펼치게 된다. 이후 농구밖에 모르던 자신에게 음악적인 재능이 있다는걸 알게 된 트로이는 같이 노래를 부른 소녀와 안면이 트여 연락처를 주고받았고 헤어지게 된다. 그리고 일주일뒤, 소녀가 트로이네 학교에 전학오게 되면서 재회하게 된다.
소녀의 이름은 가브리엘라 몬테즈. 올A학점걸이라 불리는 과학영재였다. 두사람은 뮤지컬부에 들어가고 싶어했지만 친구들은 뮤지컬을 촌스러운것이라고 여겼고 뮤지컬부의 실세였던 샤페이는 이런 두사람을 견제하여 뮤지컬 오디션 날짜를 농구부와 과학부에서 준비중이던 농구경기와 과학경진대회와 같은날에 열리도록 해버린다.

## 등장 인물
- 트로이 볼튼 (배우: 잭 에프론)

영화의 주인공. 농구팀 주장을 할 정도로 농구밖에 모르는 소년이었지만 송년회 듀엣공연 이후 자신에 대한 생각을 바꿔나가기 시작한다.
- 가브리엘라 몬테즈 (배우: 버네사 허진스)

영화의 여주인공. 올A학점걸이라 불리는 과학영재. 우연히 만난 트로이와 가까워져 연인 사이가 된다.
- 샤페이 에번스 (배우: 애슐리 티스데일)

뮤지컬부의 실세. 대회에서 여러번 상도 탄지라 자존심이 세고 제멋대로 구는 경향이 있다. 짝사랑하던 트로이가 다른 여자애와 가까워지는걸 보자 가브리엘라에 대한 질투심이 폭발한다.
- 라이언 에번스 (배우: 루커스 그레이빌)

샤페이의 쌍둥이 남동생. 누나와 같이 뮤지컬부를 하고있지만 기센 누나한테 번번이 휘둘리는 처지다.
- 채드 댄포스 (배우: 코빈 블루)

와일드캣 선수인 흑인소년. 트로이와는 어릴적부터 소꿉친구 지간이었다.
- 테일러 매케시 (배우: 모니크 콜먼)

가브리엘라와 같은 자연과학부원.
- 켈시 닐슨 (배우: 올레샤 루린)

뮤지컬부의 작곡담당. 경험이 아직 한번도 없는 초짜라서 에반스 남매에게 번번이 무시당하지만 트로이와 가브리엘라에게 많은 도움을 준다.
- 잭 볼튼 (배우: 바트 존슨)

와일드캣팀의 감독 겸 코치이자 트로이의 아버지. 집에서는 아들에게 농구지도를 하는 아빠지만 학교에선 볼튼 코치로 변해 아들을 철저하게 학생으로 대한다.

## 평가
메리 포핀스를 이은 정통파 디즈니 실사 뮤지컬/디즈니 뮤지컬 애니메이션을 발전시킨 작품이라는 평이 많다.